# Paderno Franciacorta
Paderno Franciacorta är en ort och kommun i provinsen Brescia i regionen Lombardiet i Italien. Kommunen hade 3 660 invånare (2018).